# Risque de marché
Le risque de marché est le risque de perte qui peut résulter des fluctuations des prix des instruments financiers qui composent un portefeuille. 
Le risque peut porter sur le cours des actions, les taux d'intérêt, les taux de change, les cours de matières premières, etc.
Par extension, c'est le risque des activités économiques directement ou indirectement liées à un tel marché (par exemple, un exportateur est soumis aux taux de change, un constructeur automobile au prix de l'acier…). Il est dû à l'évolution de l'ensemble de l'économie, de la fiscalité, des taux d'intérêt, de l'inflation et aussi du sentiment des investisseurs vis-à-vis des évolutions futures. Il affecte plus ou moins tous les titres financiers.
Dans la théorie moderne du portefeuille, ce risque est généralement mesuré par la volatilité du marché, une donnée statistique, laquelle ne peut toutefois totalement traduire toutes les incertitudes propres aux marchés et encore moins à l'économie en général. 
Pour un actif donné, le risque de cet actif se compose d'un risque intrinsèque et du risque du marché.
Le risque de marché est exprimé par la prime de risque pour le marché en général et par le coefficient bêta pour l'évolution des cours d'un actif en particulier par rapport au marché.

## Mesure du risque de marché
- Valeur à Risque : La VaR (de l'anglais Value at Risk, mot à mot : « valeur sous risque ») est une notion utilisée généralement pour mesurer le risque de marché d'un portefeuille d'instruments financiers.
- Sensibilité au risque
- Volatilité
- Risque spécifique
- Lettres grecques en mathématiques financières